# UpRoot
UpRoot ist ein Album des Alexander Hawkins/Elaine Mitchener Quartetts. Die Aufnahmen entstanden am 19. und 20. April 2017 in den Londoner Fish Factory Studios und erschienen am 17. November 2017 auf dem Label Intakt Records.

## Hintergrund
Das Alexander Hawkins – Elaine Mitchener Quartet besteht aus Hawkins am Klavier, Mitchener (Gesang), Neil Charles am Kontrabass und Stephen Davis am Schlagzeug. Neil Charles hatte zuvor mit Hawkins 2015 das Trioalbum Alexander Hawkins Trio einspielt.  Elaine Mitchener ist eine experimentelle Sängerin und Bewegungskünstlerin, deren Werk verschiedene Vokalstile und Einflüsse aus freier Improvisation, zeitgenössischer Musik, Klangkunst, Musiktheater und Tanz umfasst. Sie hat in einer Vielzahl von Projekten mit führenden Künstlern gearbeitet und aufgetreten, darunter Apartment House, Van Huynh Co., Steve Beresford, Sonia Boyce, John Butcher, Attila Csihar, Tansy Davies, Christian Marclay, Phil Minton, George Lewis, Evan Parker, Alasdair Roberts, David Toop und Jason Yarde.

## Titelliste

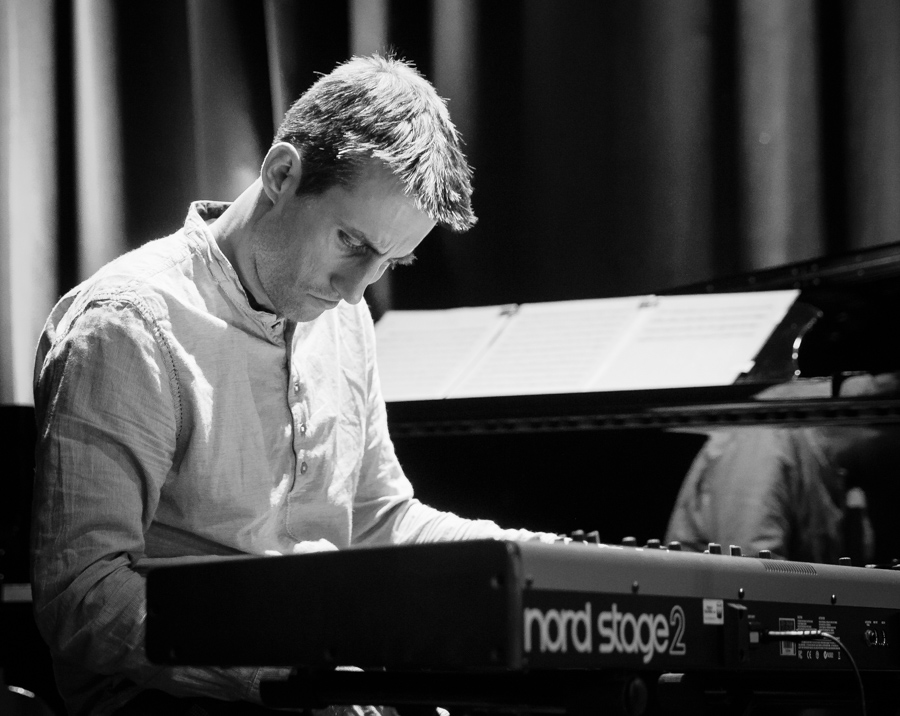
File:Alexander Hawkins 2017

- Alexander Hawkins – Elaine Mitchener Quartet – UpRoot (Inatakt CD 297)[3]

1. Why Is Love Such a Funny Thing? (Patty Waters) 2:16
2. The Miracle (Jeanne Lee) ▪ You (Hawkins) 7:04
3. UpRoot (Hawkins) 8:57
4. If You Say So (Charles/Davis/Hawkins/Mitchener) 4:43
5. Blasé (Archie Shepp) 2:48
6. OM-SE (Hawkins) ▪ Environment Music (Hawkins) 13:23
7. Joy (Hawkins) 3:57
8. Directives (E. Mitchener) ▪ Walk Nicely (Hawkins) ▪ I’ll Meet You There (Hawkins) 6:10

## Rezeption
Glenn Astarita schrieb in All About Jazz, der britische Pianist und Komponist Alexander Hawkins habe sich seit Mitte der 2000er-Jahre zu einer festen Größe entwickelt, die vor allem in Europas explorierenden Kreisen des progressiven Jazz und der Improvisationsmusik zu finden ist. Als Akteur in verschiedenen Bands und Solokünstler vermittele der Pianist einen unverwechselbaren Ansatz, in der Melodie und -Extrapolation der freien Form ein glückliches Miteinander genießen. In dem vorliegenden Studio-Set arbeite er mit der bemerkenswerten Performance-Künstlerin und Sängerin Elaine Mitchener in einem halbstrukturierten Set, das durch die Dekonstruktion einiger Standards und des Titels ‚Blasé‘ der Free-Jazz-Ikone Archie Shepp gekennzeichnet sei.
Das Album sei nach Ansicht Astaritas „voll von wechselnden Flows, unterschiedlichen Tonhöhen, besinnlichen Zwischenspielen, frenetischen Impulsen, anschwellenden Kadenzen und locker organisierten Nebenhandlungen, die von den abenteuerlichen Scat-Phrasen und dem samtigen Gesang Mitcheners bestimmt sind.“ Hawkins’ spannungsreiches Spiel in „OM-SE / Environment Music“ bewege sich „inmitten seiner aufsteigenden Blockakkorde und melodischen Intervallen auf, die eine Menge unterschiedlicher tonaler Kontraste hervorrufen, wenn das Quartett durch seine Freiform-Ausschreitungen ermutigt wird, zusammen mit mehreren Aberrationen der primären harmonischen Komponenten.“ Doch die giftige Handlung lässt nach, als Bassist Neil Charles einen Solo-Part spielt „und seine Kohorten in einen leicht swingenden Groove führt, der im Flüsterton endet. Daher durchqueren die Musiker während diesem berauschenden Programm, die eine Vielzahl überzeugender Standpunkte und gebrochener Untergruppen etablierter Paradigmen ausstrahlt, zahlreiche musikalische Bereiche.“
Ebenfalls in All About Jazz meinte David Rocheleau-Houle zu dem Album, dem er 4½ (von fünf) Sterne verlieh, mit UpRoot sichere sich Hawkins weiterhin seinen Platz als großartiger Komponist in der Free-Jazz-Welt, den er sich durch die Veröffentlichung vieler qualitativ hochwertiger Aufnahmen verdient habe. Bewundernswert sei auch seine Fähigkeit, für verschiedene Kontexte (Solo, Duo, Trio, Quartett und größeres Ensemble) zu komponieren. Mitchener zeige als experimentelle Sängerin eine außergewöhnliche Kontrolle über ihre Stimme und nutze verschiedene Techniken, um verschiedene Facetten des Ausdrucks und der Klangfarben zu erforschen. Auf vielen Tracks, wie „The Miracle / You“, „UpRoot“ und „OM-SE / Environment Music“, formuliere Mitchener Laute, die keine Wörter sind – in einigen Fällen so etwas wie „Scheinwörter“ –, um der Musik eine ungewöhnliche Textur zu geben. Diese Vorgehensweise und Technik, die Mitchener auf wunderbare Weise einsetze, verleihe Hawkins’ Kompositionen eine andere Bedeutung, da diese Klänge oder „Scheinwörter“ keine feste Bedeutung haben, wie dies bei Wörtern der natürlichen Sprache der Fall ist. Die Risiken, die Mitchener für UpRoot eingeht, zahlen sich auch aus, so das Resümee des Autors, „weil sie von großartigen Musikern wie Hawkins, Charles und Davis unterstützt werden. Ihre Stimme ist eine Monade eines größeren Ensembles, in dem sie perfekt verschmilzt.“
Dan Bergsagel, der das Quartett bei der Vorstellung des Albums live erlebt, schrieb in London Jazz News, „Das Quartett gehört zu leben und aufgenommen, sind subtil verschiedene Dinge. Die Platte fühlt sich eher wie eine Sammlung von Vignetten an - kurze emotionale Episoden, die eine tonale Sprache und ein Denken miteinander verbinden. Live sind sie ein amorphes Biest, verwischen die Grenzen der Songs und tauchen nur in der Pause und am Ende auf.“ „Ein Teil der hypnotisierenden Leistung ist die Spannung, die Mitchener und Hawkins zwischen ihnen aus einer verlockenden Unberechenbarkeit erzeugen können“, schrieb Bergsagel weiter. Direktiven, eine avantgardistische Reise, die von Anweisungen zu Fragen durch eine erstaunliche Reihe von Klängen flattert, wurde während des gesamten Sets geöffnet und abgetan, um das Publikum in eine bestimmte Atmosphäre zurückzubringen, und dokumentarisch eng begleitet von den ernsthaften Ouvertüren von „I’ll Meet You There“. UpRoot sei ein epischer Kampf, resümiert der Autor, „eine konstante Spannung zwischen Unordnung und Klarheit, die von Emotionen geprägt ist. Noch eine einzigartige Feder an der Kappe der verschiedenen Karrieren von Mitchener und Hawkins.“

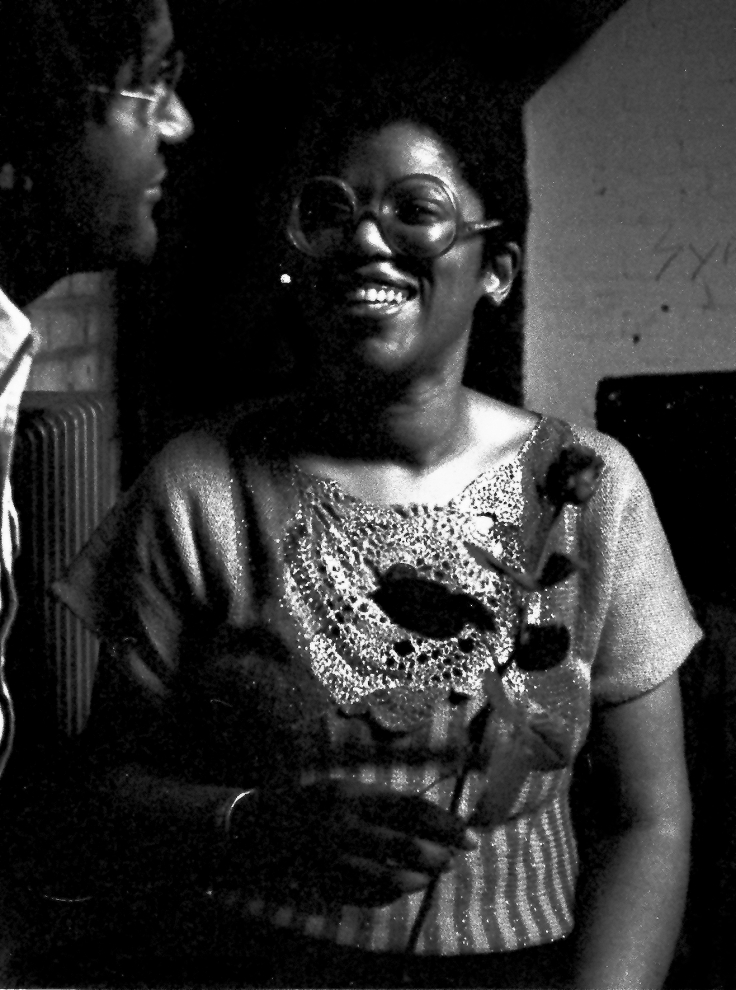
Jeanne Lee 1984 in Hamburg

Danny De Bock verglich in der belgischen Zeitung Jazz Halo Mitcheners Gesangsstio mit dem ihres Vorbilds Jeanne Lee; im Vergleich zu Jeanne Lee habe ihr Gesang seiner Ansicht nach nicht die gleiche Tiefe, doch „die Tatsache, dass sie (noch) weniger phänomenal ist, hindert mich nicht daran, weiter fasziniert zu sein.“ Ihre Artikulationen von Lauten, Silben, Wörtern, ihr Murmeln und ihr Spiel mit Wiederholungen habe etwas Überzeugendes. Diese Stimmlaute seien auch wunderbar eingebettet in melodische und anregende, rhythmische Begleitung.  Die einzelnen Titel des Albums zeigten oft einen ruhigen, stetigen Verlauf, der sich schnell abwechseln könne. „Ob langsam oder schnell, unkompliziert oder in Stößen, es gibt immer eine zwingende Dringlichkeit.“ Die Interaktion zwischen den vier Musikern sei genau, die Chemie passe wunderbar. Dieses Album erscheint dem Autor „als die reife Frucht eines intensiven Wachstumsprozesses. Für diejenigen, die es mögen, wenn Jazz so klingt, als ob die Erweiterbarkeit von etwas auf die Probe gestellt wird oder die Chance, aus der Ecke herauszukommen, realistisch erscheint, kann es sich lohnen, ihn zu probieren.“